# Stylochirus rovennensis
Stylochirus rovennensis är en spindeldjursart som beskrevs av Canestrini e Canestrini 1882. Stylochirus rovennensis ingår i släktet Stylochirus och familjen Ologamasidae. Inga underarter finns listade i Catalogue of Life.